# Volker Steinkamp
Volker Steinkamp (* 1961) ist ein deutscher Romanist.

## Leben
Nach dem Studium (1980–1982) der Fächer Romanistik, Philosophie und Geschichte an der Universität Tübingen, an der Universität Florenz (1982–1983, gefördert durch ein Jahresstipendium des DAAD) und der Romanistik, der Geschichte sowie des Völker- und Europarechts an der Universität Bonn (1983–1987) war er von 1991 bis 1997 wissenschaftlicher Assistent am Romanischen Seminar in Bonn. Nach der Habilitation 2002 an der Universität Heidelberg wurde er 2008 außerplanmäßiger Professor für französische und italienische Literatur- und Kulturwissenschaft an der Universität Duisburg-Essen.

## Schriften (Auswahl)
- Giacomo Leopardis Zibaldone. Von der Kritik der Aufklärung zu einer „Philosophie des Scheins“. Frankfurt am Main 1991, ISBN 3-631-43633-5.
- Die Europa-Debatte deutscher und französischer Intellektueller nach dem Ersten Weltkrieg. Bonn 1999.
- L' Europe éclairée. Das Europa-Bild der Französischen Aufklärung. Frankfurt am Main 2003, ISBN 3-465-03250-0.
- Foreign affairs. Kritische Betrachtungen zur Außenpolitik. Frankfurt am Main 2019, ISBN 3-465-04378-2.